# Consortium unifié des établissements universitaires et de recherche pour l'accès aux publications numériques
Pour l’article homonyme, voir Couperin.
Le Consortium unifié des établissements universitaires et de recherche pour l'accès aux publications numériques, plus connu sous les noms de COUPERIN et Consortium Couperin, est un consortium servant de réseau de négociation et d’expertise des ressources documentaires électroniques de l’enseignement supérieur et de la recherche en France.
Il regroupe plus de 250 établissements de l’enseignement supérieur et de la recherche : universités, organismes de recherche, grandes écoles, communauté d'universités et établissements (COMUE) et autres.

## Histoire
La fin des années 1990 voit l’arrivée massive des ressources électroniques dans les services documentaires des établissements de l’enseignement supérieur et de la recherche mais les coûts des périodiques numériques augmentent bien plus vite que les budgets d’acquisition. Aussi le Consortium universitaire des périodiques numériques est-il créé en 1999 par quatre directeurs de services communs de la documentation (Strasbourg-I, Nancy-I, Aix-Marseille-II, Angers) et un président d’université (Strasbourg-I) afin de négocier l’acquisition de périodiques numériques aux meilleures conditions. Il prend en 2007 le nom de Consortium universitaire de publications numériques puis en 2013 de Consortium unifié des établissements universitaires et de recherche pour l'accès aux publications numériques. L'acronyme « Couperin » (plus connu comme « consortium couperin » ou « couperin.org ») reste, lui, inchangé.
Dix ans après, Couperin a acquis un rôle de premier ordre tant par le nombre de ses membres — plus de 250 — que par le volume de ressources documentaires  négociées : une centaine de ressources négociées en moyenne par an, donnant lieu à près de 2000 contrats et environ 150 fournisseurs contactés en moyenne chaque année.
Son objectif initial s’est ensuite élargi. Le consortium a diversifié les ressources numériques négociées en y incluant les bases de données et les livres numériques. Il a développé un réseau national de compétences et d’échanges autour de projets relatifs aux ressources électroniques (gestion, archives ouvertes, archivage pérenne, livres électroniques), Couperin est ainsi devenu un acteur de l’information scientifique et technique. L’animation de deux sites Internet (Couperin.org et open access France) et de plusieurs groupes de travail, d’étude et de prospective illustre cet objectif élargi.

## Missions principales
La mission principale du consortium est de négocier auprès des fournisseurs des tarifs et conditions d’accès aux publications scientifiques et autres ressources documentaires numériques au bénéfice de ses membres. Le consortium est engagé dans les actions qui visent à favoriser la science ouverte, notamment en ce qui concerne les publications scientifiques, tant sur le plan national qu’international.

## Organisation
Couperin est une association loi de 1901 dont le fonctionnement repose sur les ressources humaines et financières apportées par les établissements membres (universités, organismes de recherche, grandes écoles, communauté d'universités et établissements (COMUE) et autres). Les responsables et les négociateurs (autour de 60 négociateurs volontaires issus des établissements membres) fonctionnaires ou contractuels du ministère de l’Enseignement supérieur et de la Recherche, ne sont pas rémunérés par Couperin dans ces fonctions. Au total, plus de 80 personnes s’investissent activement dans le consortium selon un principe de mutualisation.
Le consortium est constitué d’un conseil d’administration pour les décisions politiques, d’un bureau professionnel, qui définit et pilote les projets, et de deux départements :
- Le département « négociations documentaires » coordonne l'ensemble des négociations avec les éditeurs en collaboration avec les organismes de recherche et les réseaux thématiques.
- Le département « services et prospective » est chargé de l’évaluation et de l’expertise de différents domaines de l’information scientifique et technique : système d'information documentaire, archivage pérenne, publications en ligne des établissements, archives ouvertes, statistiques d'usage des ressources électroniques. Il anime les groupes de travail, effectue une veille documentaire et assure la communication du Consortium.

## Programme d’actions
Couperin est un acteur de la politique de licences nationales avec les autres institutions du monde de l‘information scientifique et technique en France.
Il promeut également la mise en place d'un plan national de conservation partagée des périodiques papier et favorise l'émergence d'un signalement unifié et partagé des ressources électroniques.
Il soutient le développement des archives ouvertes en favorisant la mise en œuvre d'un schéma cohérent articulant les niveaux local et national, en participant aux initiatives européennes (Couperin est membre d'OpenAIRE), en promouvant le principe du dépôt dans les archives ouvertes des publications issues de travaux de recherche sur fonds publics. Ainsi, il promeut l'édition en accès ouvert en faisant connaître les principes et les initiatives des chercheurs français. Il œuvre aussi à la distinction entre les articles en libre accès et ceux accessibles sur abonnements dans les statistiques des fournisseurs.
Dans la continuité de cette démarche, Couperin promeut des expérimentations avec des éditeurs pour concevoir de nouveaux modèles de diffusion de l'information scientifique et technique.
Couperin s’intéresse à la normalisation dans tous les domaines de l'édition électronique.
Il revendique un taux de TVA réduit pour les publications électroniques dans leur ensemble.

## Liste des membres
Au 27 août 2021, la liste des membres de Couperin était